# Rigney
Rigney är en kommun i departementet Doubs i regionen Bourgogne-Franche-Comté i östra Frankrike. Kommunen ligger i kantonen Marchaux som tillhör arrondissementet Besançon. År 2022 hade Rigney 374 invånare.

## Befolkningsutveckling
Antalet invånare i kommunen Rigney
Referens:INSEE